# L'occhio più azzurro
L'occhio più azzurro è il primo romanzo della scrittrice afroamericana Toni Morrison, pubblicato nel 1970, in Italia dalla casa editrice Pickwick.
Ambientato a Lorain, in Ohio, dove la Morrison passò la sua infanzia, L'occhio più azzurro è un romanzo in cui la condizione femminile nella comunità afroamericana della prima metà del Novecento s'intreccia con una quotidianità fatta di difficili convivenze coniugali e tensioni razziali spesso drammatiche.

## Trama
La storia principale si svolge a Lorain, sulle rive del lago Erie, vicino al confine con il Canada, nel 1941. Pecola Breedlove vuole dei grandi occhi azzurri: con quelli è convinta che non sarà più la bambina nera che porta la bruttezza familiare come un marchio indelebile. Vorrebbe essere come Mary Jane, l'icona bianchissima delle caramelle oppure Shirley Temple sulla tazza del latte.
L'occhio più azzurro è la storia di questo conflitto interiore nato dagli sguardi di repulsione degli altri: dei bianchi, ma anche dell'altra gente di colore, che trattano Pecola e le sue amiche Frieda e Claudia come persone di second'ordine, compiacendosi, nel chiacchiericcio di quartiere, prima delle disgrazie dei Breedlove, infine di quella, fatale, di Pecola.
Sul finire del romanzo viene violentata e messa incinta dal padre ubriaco fradicio, e perderà la ragione dopo aver perso spontaneamente il bambino. In quel momento arriverà a credere di avere finalmente ottenuto, grazie all'intermediazione di un ciarlatano, tale "Altare Impomatato", gli occhi più azzurri del mondo, spiegando con l'invidia la repulsione negli sguardi degli altri rafforzata ancor di più dalla sua triste vicenda.

## Personaggi
- Pecola Breedlove: è la protagonista del romanzo, una bambina nera di 10 anni che non ha mai ricevuto o conosciuto amore, e che per tutta la sua vita si è sempre sentita definire "brutta", al punto da credere lei stessa di esserlo. L'unico desiderio che Pecola ha per tutta la durata del romanzo è raggiungere il livello di bellezza delle "perfette bambine bianche" dei fotoromanzi e della televisione. In particolare ha una fissazione per Shirley Temple, di cui in particolare brama gli splendidi occhi azzurri.
- Claudia MacTeer: è la principale narratrice del romanzo, ed è anche una ragazzina nera di 9 anni, figlia minore dei genitori adottivi di Pecola e sorella di Frieda. È molto indipendente e matura per la sua età e, nonostante la sua apparente ingenuità, è uno dei pochi personaggi a dimostrarsi sempre gentile con Pecola, che considera sua amica, nonostante le due siano una l'opposto dell'altra. Claudia infatti non sopporta gli standard di bellezza imposti dai bianchi, tanto da distruggere le sue bambole bianche per odio, mentre Pecola in tutto il romanzo ha il desiderio di raggiungere questi stessi standard. Inoltre Claudia vive in una famiglia non molto benestante ma solida e amorevole, al contrario di Pecola.
- Frieda MacTeer: è la sorella maggiore di Claudia, di 10 anni, ed è molto passionale, spesso testarda, e coraggiosa, disposta a tutto pur di difendere sia Claudia che Pecola da episodi di bullismo a scuola.
- Cholly Breedlove: è il padre abusivo, alcolizzato e violento di Pecola. Il suo comportamento orribile riflette la sua giovinezza problematica: oltre a essere stato abbandonato e gettato in un bidone della spazzatura da neonato, Cholly venne sorpreso, durante la sua prima esperienza sessuale, da due uomini bianchi armati che lo costrinsero ad "esibirsi" per loro come un animale addestrato. Tutto ciò ha reso Cholly un mostro pieno di odio che picchia e si fa picchiare abitualmente dalla moglie, e che alla fine arriva persino a violentare la figlia giovanissima.
- Pauline "Polly" Breedlove: è la madre di Pecola, chiamata da tutti "Mrs. Breedlove", che vive una vita da ipocrita, definendosi "una buona cristiana" quando in realtà ha perso qualsiasi amore per i propri figli e sopporta le botte del marito ubriaco, infliggendogliene anche. La signora Breedlove è un po' un'emarginata con il suo piede raggrinzito e le sue origini del sud. Da ragazza viveva una vita solitaria e isolata da tutti, per via di un piede malato, e perciò tentava sempre di fuggire in un mondo fantastico, di speranze e fantasie, nato quando ella iniziò a guardare i film delle star hollywoodiane al cinema.
- Sam Breedlove: è il fratello maggiore di Pecola, personaggio marginale nel romanzo che, durante le violente liti in casa, fugge dalla realtà scappando abitualmente di casa.
- Geraldine: è la vicina dei MacTeer, nonché una donna nera della classe borghese, che odia la sua stessa comunità che definisce "di negri" e alla quale si sente superiore e più "civilizzata". Questo lo dimostra sposandosi con un uomo bianco ricco, che però la trascura e la spinge a adottare un gatto, su cui riversa tutto il suo affetto; affetto che invece non dedica al figlio piccolo, il mulatto Louis Junior, che vorrebbe ribellarsi alla "campana di vetro" in cui l'hanno relegato i genitori.
- Marie (Linea Maginot): è una prostituta che vive con altre due colleghe di nome China e Poland nell'appartamento sopra quello di Pecola. Nonostante queste donne siano emarginate dalla società, sono le poche che dimostrano affetto per Pecola, che spesso si rifugia da loro e sempre da loro viene consolata e supportata. Marie è anche la prima e unica persona al mondo ad aver detto a Pecola "tu sei bellissima, sei forte, sei importante".
- Maureen Peal: è una bambina mulatta dalla pelle "color ciliegio" e dagli occhi verdi, coetanea di Pecola. È una bambina di una bellezza eccezionale, tanto che nel libro viene definita "la bambina dei sogni". Infatti Maureen si considera superiore alle altre persone nere dalla pelle più scura della sua.
- Rosemary Villanucci: è la vicina di casa italoamericana coetanea di Claudia e Frieda, con cui si pesta i piedi spesso.

## Edizioni
- Toni Morrison, L'occhio più azzurro, traduzione di Luisa Balacco, Frassinelli, 1994,  p. 237, ISBN 88-7684-283-7.

## Temi
Uno dei principali temi del romanzo è l'infanzia, e in particolare quella vissuta dai bambini neri all'epoca dell'ambientazione del romanzo. Toni Morrison iniziò a scrivere il libro proprio perché "interessata a parlare dell'infanzia delle ragazze nere", nonché i punti focali in cui esse plasmano la propria identità, durante il proprio processo di maturazione. In particolare l'autrice vuole mettere in evidenza i momenti della vita in cui le ragazze nere in passato erano solite sentirsi addirittura meno che umane, per esempio nel passo del romanzo in cui un negoziante bianco abbai repulsione nel toccare la mano della piccola Pecola quando le dà le caramelle.
Un altro tema centrale nel romanzo sono gli standard di vita e di bellezza imposti fino alla prima metà del Novecento dai bianchi, tema che va di pari passo con quello precedentemente esposto, poiché attaccava la sicurezza e la fiducia che le ragazze nere del romanzo avevano in se stesse, per farle sentire costantemente sbagliate e brutte, di poco valore. In particolare nel romanzo vengono spesso citati "Dick e Jane", i due bambini protagonisti di diversi racconti popolari del XX secolo, che promuovevano lo stereotipo della "perfetta famiglia bianca", che nel romanzo l'autrice contrappone ai MacTeer e ai Breedlove. Gli standard di vita e di bellezza presentati nelle storie di Dick e Jane erano irraggiungibili per molti bambini neri poveri che condividevano le origini di Pecola.
Il romanzo di Morrison affronta perciò l'odio delle stesse persone nere per se stesse, e i comportamenti distruttivi che le donne nere spesso adottavano per adattarsi all'immagine egemonica di bellezza tipicamente bianchi dell'epoca.
Un terzo tema non meno marginale è la violenza, e in particolare non solo quella svolta dai bianchi nei confronti dei neri, ma anche e soprattutto quella perpetrata dagli uomini di qualsiasi colore contro le donne. Per comprendere la complessa violenza psicologica, fisica e sessuale inflitta a Pecola, alcuni professori hanno specificato quanto sia necessario analizzare il romanzo attraverso la lente marxista e femminista dell'autrice.

## Stile
Lo stile del romanzo di Toni Morrison volle interrompere la lunga tradizione di libri narranti il periodo statunitense della guerra e della depressione degli anni '40,e portare avanti un punto di vista unico e inedito nella narrativa storica americana. L'autrice scrisse perciò sotto un punto di vista che sfidava "l'ideologia mainstream americana dell'epoca", e che narrava il tutto dalla prospettiva della comunità nera dell'epoca.

A tal proposito, in un'intervista la Morrison ha dichiarato: 
"Il mio lavoro vuole strappare quel velo pietoso steso su aspetti della società considerati "troppo terribili da raccontare", come la storia di una bambina nera vittima di violenza sessuale e di razzismo. L'esercizio è anche fondamentale per qualsiasi persona che sia nera, o che appartenga a una qualsiasi altra categoria emarginata, perché, storicamente, siamo stati raramente invitati a partecipare al discorso anche quando ne eravamo l'argomento."
Sebbene Morrison fosse una scrittrice già nota quando pubblicò il suo romanzo, ella si rifiutò di categorizzare la sua opera unicamente come "femminista", poiché riteneva che tale etichetta eliminasse un aspetto importante dell'opera, ossia che le donne di cui parlava il romanzo erano nere. Invece di rappresentare protagoniste femminili forti, come suole la letteratura femminista, Toni Morrison creò dei personaggi femminili in realtà deboli perché sconfitti dal razzismo e dal sessismo del proprio periodo storico. Addirittura il personaggio di Pecola Breedlove appare quasi più come un'antieroina che come un'eroina.
Il linguaggio del romanzo risulta invece semplicistico, per rappresentare al meglio la crudezza dell'ambientazione, sebbene con alcuni preamboli e descrizioni metaforiche.

## Critica
Nel momento in cui venne pubblicato, il 1970, il romanzo ricevette un'attenzione minima da parte della critica; tuttavia, le poche recensioni dell'epoca promossero Toni Morrison, che fu elogiata per la sua gestione di temi tanto duri e complessi. In particolare il primo "segnale" che suggeriva che il libro avrebbe avuto successo fu una recensione estremamente positiva fatta dal New York Times nel novembre del 1970: in essa la Morrison veniva acclamata per la sua rottura con lo status quo dei soliti romanzi del periodo, scrivendo per un pubblico più ampio e concentrandosi sulla cultura nera degli anni '40, piuttosto che sulla cultura militare dell'epoca.
La grande poetessa e critica afroamericana Ruby Dee scrisse che Toni Morrison non aveva scritto una storia in realtà, ma una serie di "aspetti della società dolorosamente accurati".
Queste recensioni addirittura portarono l'opera della Morrison ad essere inserita nei programmi di letteratura contemporanea universitari, ad esempio a Cambridge.
Col passare del tempo, il romanzo ricevette maggiore attenzione da parte della critica, tanto che vennero scritte più recensioni in lode dello stile scrittorio di Toni Morrison e della sua denuncia degli standard di bellezza bianchi contro i neri. Addirittura la Morrison fu riconosciuta per il suo contributo alla letteratura tanto da ricevere il Premio Nobel per la Letteratura nel 1993, oltre 20 anni dopo la prima pubblicazione del romanzo.